# Don Eddy
Don Eddy (Long Beach (California), 4 de noviembre de 1944) es un pintor hiperrealista estadounidense. 

## Biografía
En su juventud trabajó en el garaje de su padre pintando carrocerías de automóviles, hecho que influyó en la futura elección de sus temas artísticos. Estudió Bellas artes en la Universidad de Hawái en Honolulu, donde se licenció en 1969. Entre 1969 y 1970 amplió sus estudios en la Universidad de California en Santa Bárbara. En su formación fue relevante la influencia del artista pop James Rosenquist.
Es uno de los principales representantes del hiperrealismo, un movimiento artístico surgido en torno a 1965 caracterizado por su visión superlativa y exagerada de la realidad, que es plasmada con gran exactitud en todos sus detalles, con un aspecto casi fotográfico. Junto a otros artistas como Chuck Close, Richard Estes, John Salt y Ralph Goings, reproducen en sus lienzos imágenes de la realidad circundante, imágenes banales sin ninguna relevancia particular, simplemente visiones de la vida de la gente corriente, en entornos preferentemente urbanos, con un gusto especial por coches y escaparates. Son obras de gran formato y un aspecto pulcro, frío, superficial, con gusto por los acabados brillantes y pulidos.
Dentro de este movimiento, Eddy mostró una preferencia especial por los coches, especialmente de aspecto nuevo y reluciente, al contrario que su compañero John Salt, que los retrata desguazados, con las carrocerías destrozadas. Por lo general pinta solo fragmentos de la carrocería de los coches (parachoques, guardabarros), con un interés especial en los brillos y reflejos, en el aspecto reluciente de los mismos. El exceso de estos efectos reflectantes otorga a sus obras, pese a su realismo, un aspecto inverosímil, casi irreal.
Otro tema que trató con asiduidad fueron los escaparates y los objetos contenidos en estantes, destacando también los efectos de brillos y reflejos.
Tiene obra en diversos museos, entre ellos el Museo Solomon R. Guggenheim y el Museum of Modern Art (MOMA), ambos de Nueva York.